# Sumatrotritia elegans
Sumatrotritia elegans är en kvalsterart som beskrevs av Sandór Mahunka 1991. Sumatrotritia elegans ingår i släktet Sumatrotritia och familjen Euphthiracaridae. Inga underarter finns listade i Catalogue of Life.